# Östersund
Östersund (em sueco: Östersund;  ouça a pronúncia; em lapão: Staare), ocasionalmente transliterada para Ostersund por adaptação tipográfica, ou Ostersúndia[a] é a única cidade da província da Jämtland, na região de Norlândia, no norte da Suécia.

Está localizada na margem leste do Grande Lago (Storsjön), o quinto maior do país, incluindo também a  ilha de Frösön.  

É o centro económico e cultural da Jämtland, assim como a sede do condado da Jämtland.

Tem uma área de 26,38 quilômetros quadrados e segundo censo de 2021, havia 52 980 habitantes.

É a sede da comuna de Östersund e do condado da Jämtland.

Está situada a 130 km a oeste da cidade de Sollefteå .

## Etimologia e uso
O nome geográfico Östersund deriva das palavras öster (leste) e sund (estreito), aludindo a ”cidade situada a leste do estreito (entre a ilha de Frösön e a terra firme)”.

Em textos em português costuma ser usada a forma original Östersund, ocasionalmente transliterada para Ostersund, por adaptação tipográfica.

| “ | A décima reunião anual da Rede ocorreu na cidade de Östersund, na Suécia.                                                                      | ” |
|   | — Guilherme Henrique Koerich, Conhecimento da marca gastronômica de Florianópolis na mídia turística com a chancela UNESCO de cidade criativa. |   |

## História
Östersund foi fundada em 1786 pelo rei Gustavo III.
De acordo com o espírito da época, a cidade foi construída com ruas retilíneas e perpendiculares, com espaços entre as casas, por motivos de segurança contra incêndios e de auto-suficiência em caso de crise.
Em 1810, a cidade tinha apenas 200 habitantes,
Teve uma existência sonolenta até 1879, ano em que foi conectada com a linha férrea, e com ela foi acelerado o crescimento económico.

## Comunicações
A cidade de Östersund é atravessada pelas estradas europeias E14 (ligando Storlien a Sundsvall) e E45 (ligando Vilhelmina a Sveg).  É um nó ferroviário, onde se encontram a Linha Central e a Linha do Interior. Dispõe do aeroporto de Åre-Östersund, a 10 km a oeste da cidade.

## Economia
Östersund é o centro regional de comércio, serviços e administração da Jämtland. Suas principais indústrias produzem madeiras e produtos de madeira, serras mecânicas, géneros alimentares, equipamentos de telecomunicações e instrumentos

## Educação

### Ensino superior
A Universidade do Centro (Mittuniversitetet) tem um dos seus dois ”campi” em Östersund, onde são ministrados cursos de ciências do turismo, ciências da saúde, economia e gestão de empresas, ciências do desporto, ciências sociais e tecnologia e ciências do ambiente.

#### Universidades
- Universidade do Centro (Mittuniversitetet)

## Património turístico e cultural

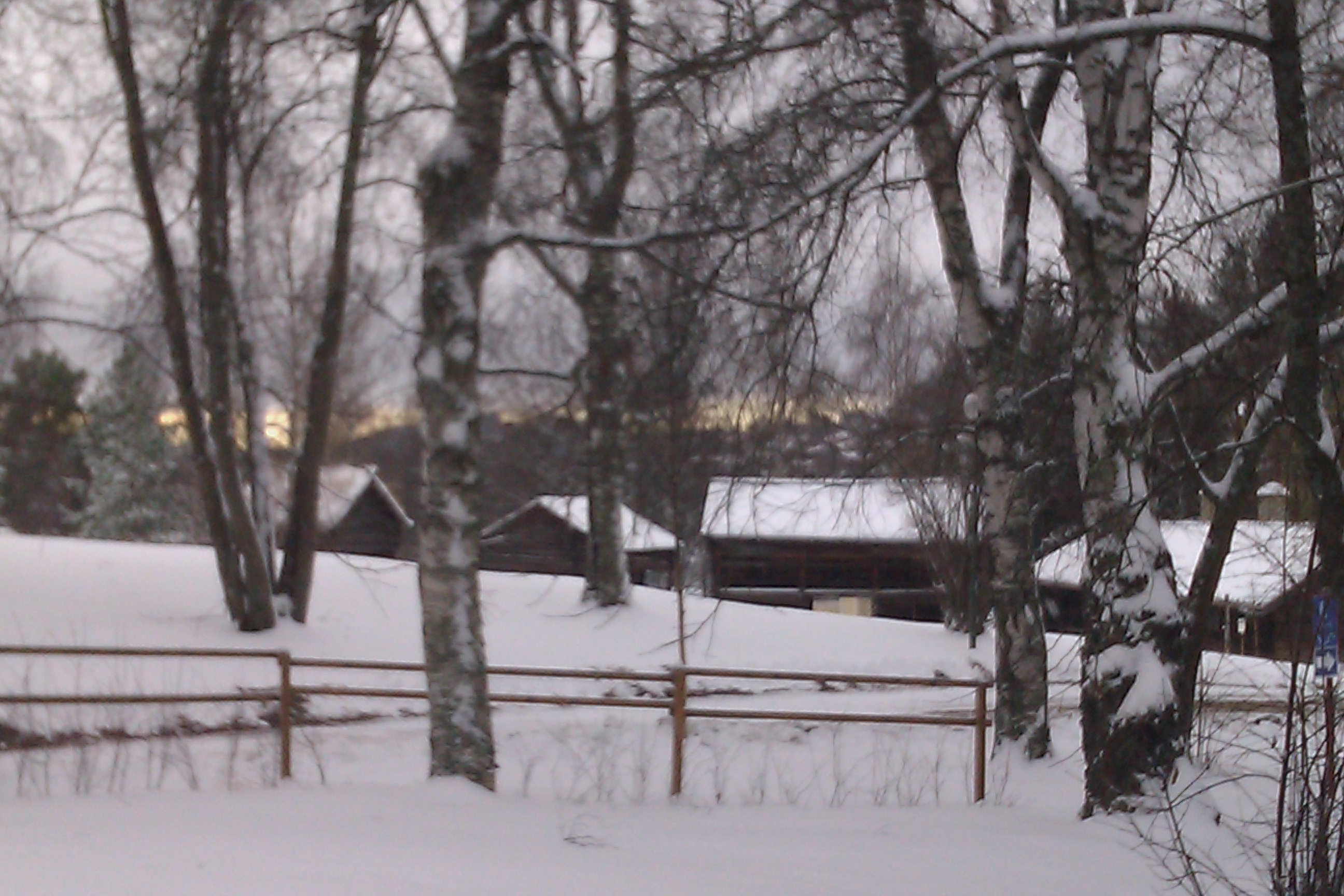
Jamtli

A cidade dispõe de um património turístico e cultural, onde pode ser destacado:

- Jamtli (Museu da história cultural do condado da Jämtland) [22]

## Desporto
Östersund possui vários clubes desportivos.

### Clubes
- Östersunds FK (futebol)
- Östersunds IK (hóquei no gelo)

### Arenas desportivas
- Jämtkraft Arena (futebol)

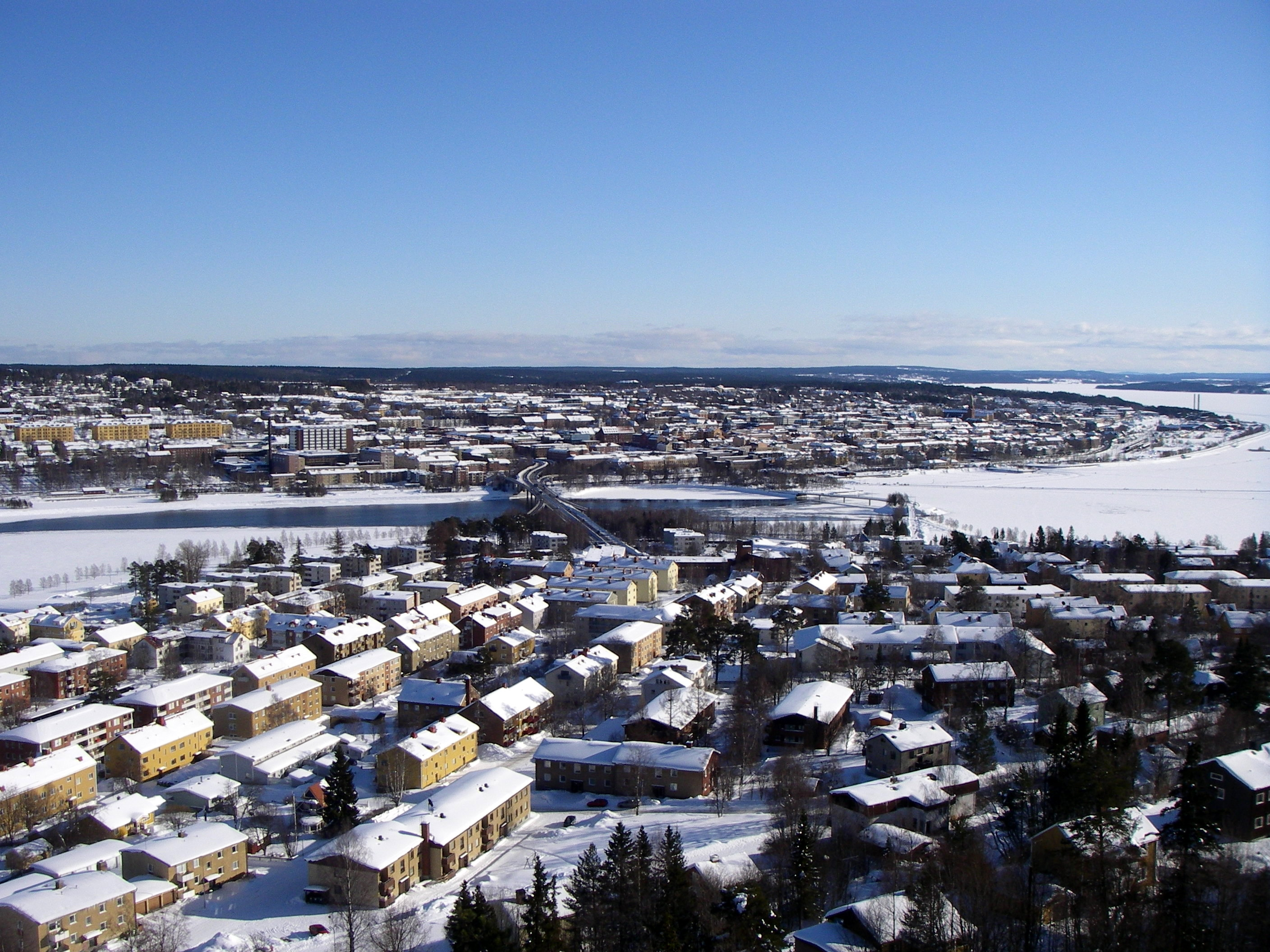
Vista de Östersund e da ilha Frösön
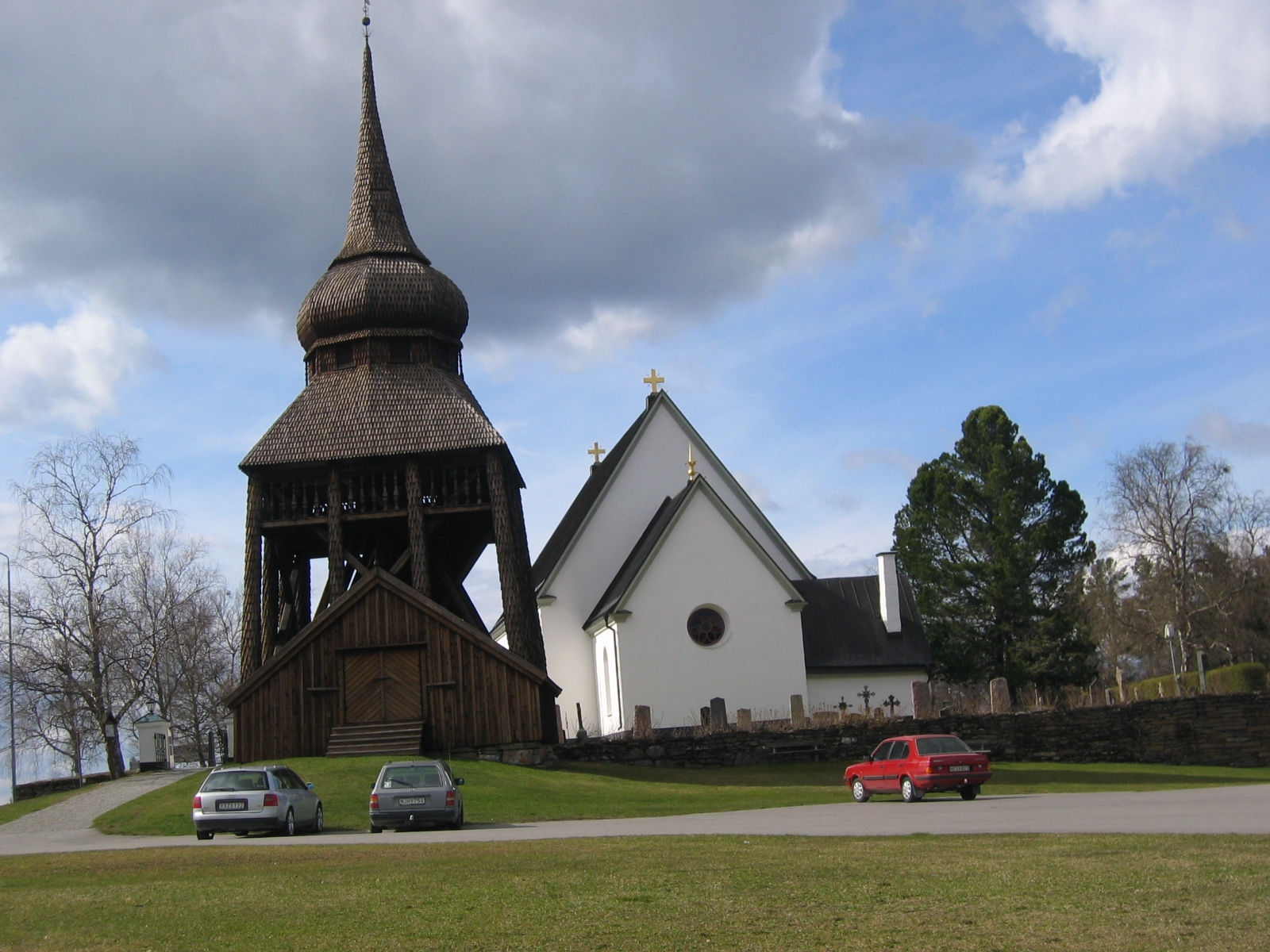
Igreja de Frösön (século XIII)
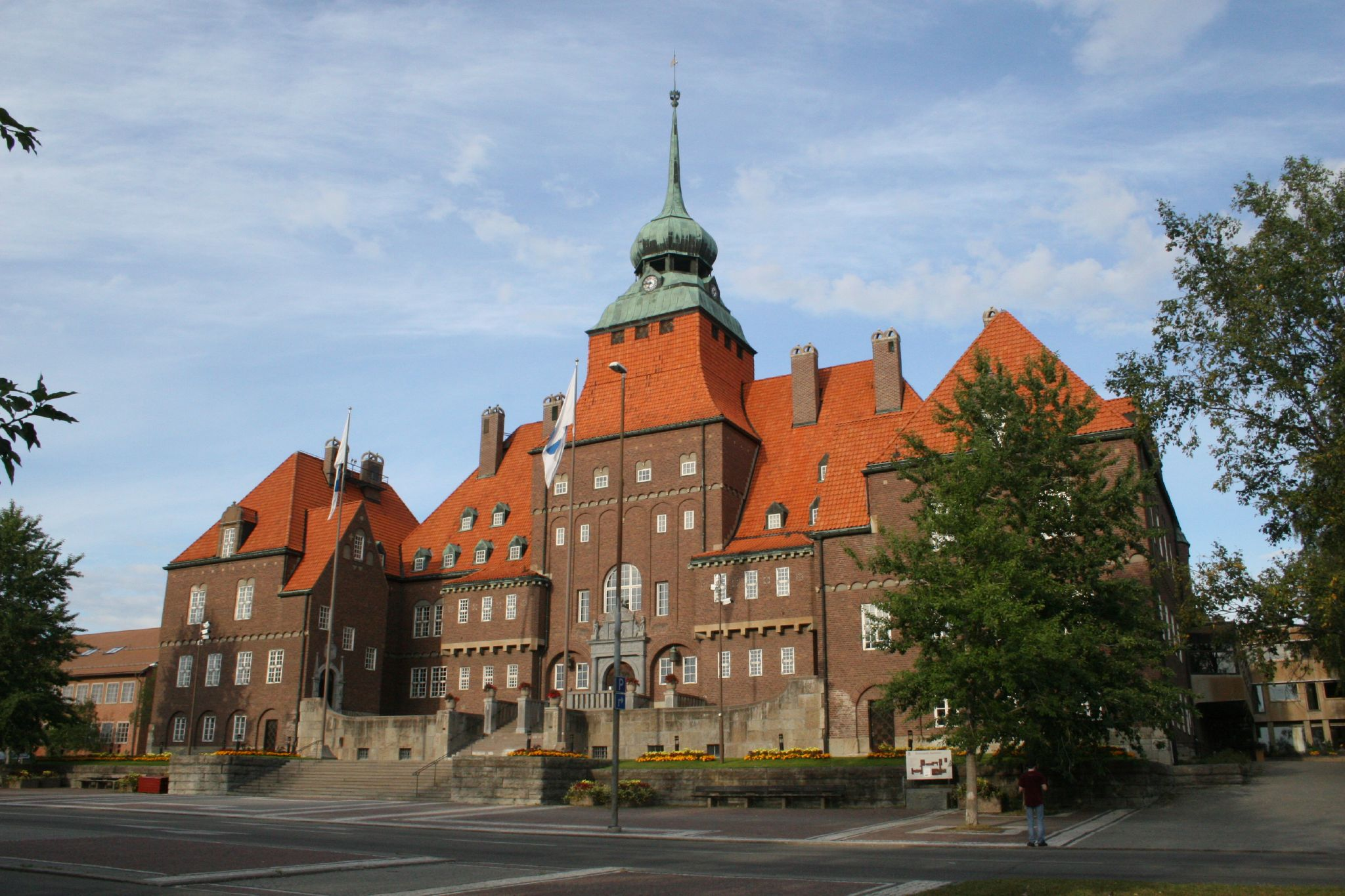
Câmara municipal (br: Prefeitura)
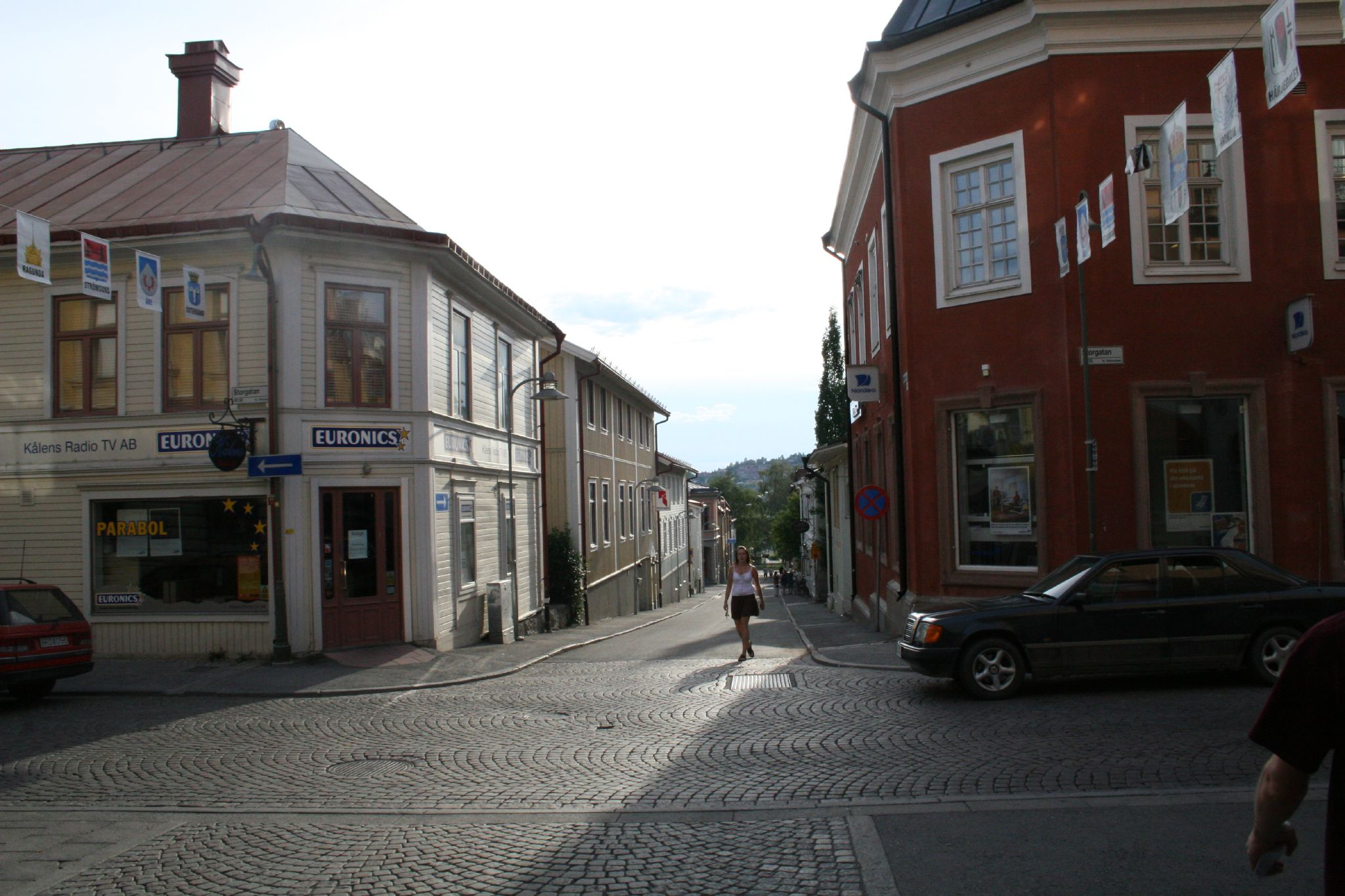
A rua Storgatan
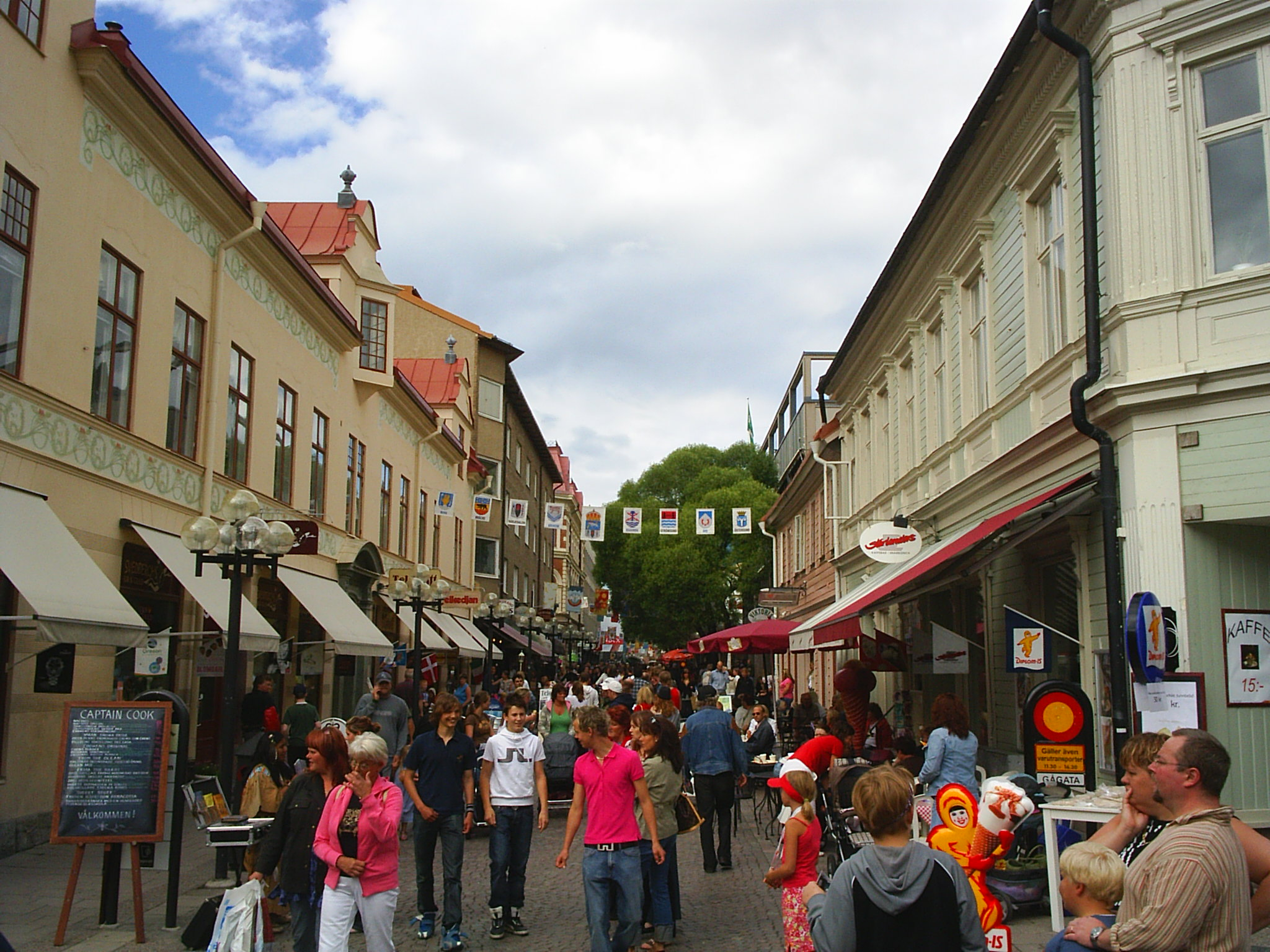
A rua pedonal Prästgatan
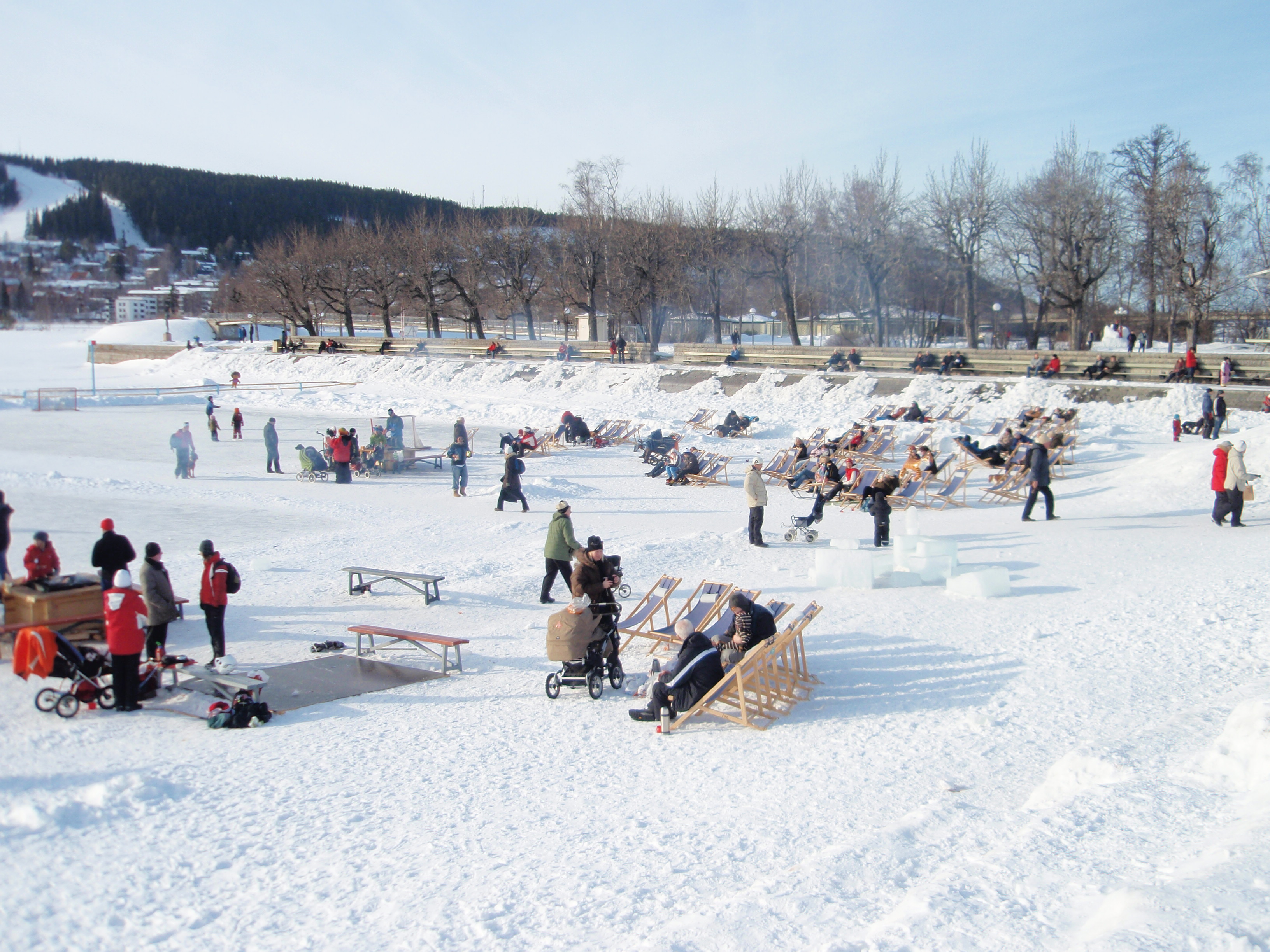
O parque Badhusparken